# Wendilgarda assamensis
Wendilgarda assamensis är en spindelart som beskrevs av Fage 1924. Wendilgarda assamensis ingår i släktet Wendilgarda och familjen strålspindlar. Inga underarter finns listade i Catalogue of Life.